# 两河口镇 (通江县)
两河口乡，是中华人民共和国四川省巴中市通江县下辖的一个乡镇级行政单位。

## 行政区划
两河口乡下辖以下地区：
两河口村、柏林包村、二里坝村、龙头寨村、鲁家坝村、木诺槽村、青树垭村、三官庙村、小南山村、长坡村、鞍子村、白玉村和东坪村。